# چاه‌های صخره‌ای دره کنارک سیراف
چاه‌های صخره‌ای دره کنارک سیراف مربوط به سده‌های اولیه دوران‌های تاریخی پس از اسلام است و در شهرستان کنگان، بخش مرکزی، شهر بندر طاهری واقع شده و این اثر در تاریخ ۲۵ آبان ۱۳۸۷ با شمارهٔ ثبت ۲۳۶۵۶ به‌عنوان یکی از آثار ملی ایران به ثبت رسیده است.